# Primera División femenina de fútbol sala 2017-18
La temporada 2017-18 de Primera División es la 24ª edición de la máxima categoría de la Liga Nacional de Fútbol Sala Femenina de España. La competición se disputa anualmente, empezando a finales del mes de agosto o principios de septiembre, y terminando en el mes de mayo o junio del siguiente año.
La Primera División consta de un grupo único integrado por dieciséis equipos. Siguiendo un sistema de liga, los dieciséis equipos se enfrentan todos contra todos en dos ocasiones -una en campo propio y otra en campo contrario- sumando un total de 30 jornadas. El orden de los encuentros se decide por sorteo antes de empezar la competición. La clasificación final se establece con arreglo a los puntos totales obtenidos por cada equipo al finalizar el campeonato. Los equipos obtienen tres puntos por cada partido ganado, un punto por cada empate y ningún punto por los partidos perdidos. El equipo que más puntos sume al final del campeonato será proclamado campeón de Liga.
El Atlético Madrid Navalcarnero es el equipo defensor del título, y los equipos FSF- Rioja, UDC Txantrea y Rubí FS descendieron de categoría y su plaza es ocupada por los equipos VP Soto del Real, Cádiz FSF que vuelven a la categoría y el debutante Guadalcacín FSF.

## Información de los equipos
| Club                         | Ciudad                | Comunidad Autónoma   | Entrenador/a       | Pabellón                | Aforo |
| ---------------------------- | --------------------- | -------------------- | ------------------ | ----------------------- | ----- |
| Atlético Madrid Navalcarnero | Navalcarnero          | Comunidad de Madrid  | Andrés Sanz        | La Estación             | 1.500 |
| Universidad de Alicante FSF  | Alicante              | Comunidad Valenciana | Maravillas Sansano | Universidad de Alicante | 500   |
| AD Alcorcón FSF              | Alcorcón              | Comunidad de Madrid  | Ángel Orejón       | Los Cantos              | 1.568 |
| CD Burela FS Pescados Rubén  | Burela                | Galicia              | Iván Cao           | Vista Alegre            | 1.400 |
| Ourense Envialia             | Orense                | Galicia              | Óscar Álvarez      | Os Remedios             | 2.500 |
| Poio Pescamar FS             | Poyo                  | Galicia              | Marcio Santos      | A Seca                  | 700   |
| Jimbee Roldán FSF            | Torre Pacheco         | Región de Murcia     | Joaquín Peñaranda  | Gabriel Pérez           | 460   |
| Majadahonda FSF /AFAR 4      | Majadahonda           | Comunidad de Madrid  | Roberto de Frutos  | Granadilla              | 200   |
| Cidade de As Burgas FS       | Orense                | Galicia              | Manuel Codeso      | Os Remedios             | 2.500 |
| FSF Móstoles                 | Móstoles              | Comunidad de Madrid  | Luis Ostoloza      | Villafontana            | 450   |
| AE Penya Esplugues           | Esplugas de Llobregat | Cataluña             | Robert Caneda      | Les Moreres             | 470   |
| FSF. UCAM El Pozo Murcia     | Murcia                | Región de Murcia     | Juan Alcaraz       | José María Cagigal      | 1.000 |
| CD Leganés Masdeporte        | Leganés               | Comunidad de Madrid  | Ángel Gamella      | La Fortuna              | 490   |
| VP Soto del Real             | Soto del Real         | Comunidad de Madrid  | Eva López          | Pabellón Municipal      |       |
| Cádiz FSF                    | Cádiz                 | Andalucía            | Kiko Oliva         | Mirandilla              |       |
| Guadalcacín FSF              | Guadalcacín           | Andalucía            | Andrés Sánchez     | Pabellón Municipal      |       |

## Equipos por comunidad autónoma
Navalcarnero

 Alcorcón

 Móstoles

 Majadahonda

 Leganés

 Soto del Real
| Comunidad autónoma   | N.º | Equipos |
| -------------------- | --- | --- |
| Comunidad de Madrid  | 6   | Atlético Madrid Navalcarnero, AD Alcorcón FSF, FSF Móstoles, Majadahonda F.S.F./Afar CD Leganés Masdeporte y VP Soto del Real. |
| Galicia              | 4   | Ourense C. F., Cidade de As Burgas F. S., Burela F. S. y Poio F. S. Pescamar                                                   |
| Región de Murcia     | 2   | Jimbee Roldán F. S. F. y FSF. UCAM El Pozo Murcia.                                                                             |
| Andalucía            | 2   | Cádiz FSF y Guadalcacín FSF.                                                                                                   |
| Cataluña             | 1   | Penya Esplugues Gironella. |
| Comunidad Valenciana | 1   | C. D. Universidad de Alicante.                                                                                                 |

## Clasificación
|                                          |     | Equipos                    | PJ | G  | E | P  | GF  | GC  | Dif. | Pts. |
| ---------------------------------------- | --- | -------------------------- | -- | -- | - | -- | --- | --- | ---- | ---- |
|                                          | 1.  | Jimbee Roldán FSF          | 30 | 23 | 4 | 3  | 116 | 50  | +66  | 73   |
|                                          | 2.  | CD Futsi Atlético Feminas  | 30 | 23 | 4 | 3  | 127 | 40  | +87  | 73   |
|                                          | 3.  | Burela FS                  | 30 | 23 | 3 | 4  | 127 | 73  | +54  | 72   |
|                                          | 4.  | CD Universidad de Alicante | 30 | 22 | 4 | 4  | 106 | 40  | +66  | 70   |
|                                          | 5.  | AD Alcorcón FSF            | 30 | 18 | 4 | 8  | 106 | 58  | +48  | 58   |
|                                          | 6.  | Ourense CF SAD             | 30 | 17 | 5 | 8  | 81  | 50  | +31  | 56   |
|                                          | 7.  | Poio Pescamar FS           | 30 | 15 | 4 | 11 | 91  | 76  | +15  | 49   |
|                                          | 8.  | AE Penya Esplugues         | 30 | 14 | 6 | 10 | 67  | 49  | +18  | 48   |
|                                          | 9.  | Leganés FS                 | 30 | 12 | 2 | 16 | 71  | 80  | -9   | 38   |
|                                          | 10. | UCAM El Pozo Murcia FS     | 30 | 11 | 5 | 14 | 77  | 86  | -9   | 38   |
|                                          | 11. | FSF Móstoles               | 30 | 11 | 5 | 14 | 76  | 75  | +1   | 38   |
|                                          | 12. | Majadahonda FSF/Afar 4     | 30 | 8  | 3 | 19 | 72  | 98  | -26  | 27   |
|                                          | 13. | Guadalcacín FS CD          | 30 | 7  | 3 | 20 | 56  | 126 | -70  | 24   |
|                                          | 14. | CD VP Soto Del Real        | 30 | 5  | 2 | 23 | 58  | 117 | -59  | 17   |
|                                          | 15. | Cádiz Polideportivo FSF    | 30 | 1  | 2 | 27 | 46  | 165 | -119 | 5    |
|                                          | 16. | Cidade de As Burgas FS     | 30 | 1  | 2 | 27 | 47  | 141 | -94  | 5    |
| Última actualización: 3 de junio de 2018 |     |                            |    |    |   |    |     |     |      |      |

|  | Campeón de Liga y clasificado para la Copa de España 2018 |
|  | Clasificado para la Copa de España 2018                   |
|  | Descendido a Segunda División 2018-19                     |

| Bandera de la Región de Murcia       |
| Campeón Jimbee Roldán FSF 1.º título |

### Evolución de la clasificación
| Equipo / Jornada   | 1  | 2  | 3  | 4  | 5  | 6  | 7  | 8  | 9  | 10 | 11 | 12 | 13 | 14 | 15 | 16 | 17 | 18 | 19 | 20 | 21 | 22 | 23 | 24 | 25 | 26 | 27 | 28 | 29 | 30 |
| Equipo / Jornada   |    |    |    |    |    |    |    |    |    |    |    |    |    |    |    |    |    |    |    |    |    |    |    |    |    |    |    |    |    |    |
| ------------------ | -- | -- | -- | -- | -- | -- | -- | -- | -- | -- | -- | -- | -- | -- | -- | -- | -- | -- | -- | -- | -- | -- | -- | -- | -- | -- | -- | -- | -- | -- |
| Jimbee Roldán      | 8  | 5  | 4  | 2  | 2  | 1  | 1  | 3  | 4  | 3  | 6  | 5  | 4  | 4  | 4  | 4  | 3  | 4  | 3  | 3  | 3  | 3  | 2  | 4  | 4  | 3  | 3  | 3  | 3  | 1  |
| Futsi Atlético     | 6  | 8  | 6  | 4  | 3  | 2  | 2  | 1  | 1  | 1  | 1  | 1  | 1  | 1  | 1  | 1  | 1  | 1  | 2  | 2  | 2  | 2  | 1  | 1  | 1  | 1  | 1  | 1  | 1  | 2  |
| Burela FS          | 5  | 3  | 1  | 5  | 4  | 3  | 3  | 2  | 2  | 2  | 2  | 3  | 3  | 3  | 3  | 3  | 4  | 3  | 4  | 4  | 4  | 4  | 3  | 2  | 2  | 4  | 4  | 4  | 4  | 3  |
| Univ. de Alicante  | 3  | 7  | 5  | 6  | 5  | 5  | 5  | 6  | 6  | 5  | 3  | 2  | 2  | 2  | 2  | 2  | 2  | 2  | 1  | 1  | 1  | 1  | 4  | 3  | 3  | 2  | 2  | 2  | 2  | 4  |
| Alcorcón FSF       | 7  | 9  | 7  | 9  | 7  | 7  | 7  | 5  | 5  | 6  | 4  | 4  | 5  | 5  | 5  | 5  | 5  | 5  | 5  | 5  | 5  | 5  | 5  | 5  | 5  | 5  | 5  | 5  | 5  | 5  |
| Ourense CF         | 1  | 1  | 2  | 1  | 1  | 4  | 6  | 7  | 7  | 7  | 7  | 7  | 7  | 7  | 6  | 6  | 6  | 6  | 6  | 6  | 6  | 6  | 6  | 6  | 6  | 6  | 6  | 6  | 6  | 6  |
| Poio Pescamar FS   | 11 | 11 | 8  | 7  | 6  | 6  | 4  | 4  | 3  | 4  | 5  | 6  | 6  | 6  | 7  | 7  | 8  | 7  | 7  | 7  | 7  | 7  | 7  | 7  | 7  | 7  | 7  | 7  | 7  | 7  |
| Penya Esplugues    | 4  | 4  | 9  | 8  | 9  | 9  | 10 | 11 | 11 | 9  | 11 | 12 | 10 | 10 | 9  | 8  | 7  | 8  | 8  | 8  | 8  | 8  | 8  | 9  | 8  | 9  | 8  | 8  | 8  | 8  |
| Leganés FS         | 15 | 13 | 15 | 15 | 11 | 11 | 9  | 8  | 8  | 8  | 10 | 8  | 8  | 9  | 10 | 10 | 10 | 10 | 10 | 9  | 9  | 9  | 9  | 10 | 10 | 10 | 11 | 10 | 11 | 9  |
| UCAM ElPozo        | 9  | 10 | 12 | 10 | 10 | 10 | 11 | 9  | 10 | 11 | 9  | 9  | 9  | 8  | 8  | 9  | 9  | 9  | 9  | 10 | 10 | 10 | 10 | 11 | 11 | 11 | 10 | 11 | 9  | 10 |
| FSF Móstoles       | 2  | 2  | 3  | 3  | 8  | 8  | 8  | 10 | 9  | 10 | 8  | 10 | 11 | 11 | 12 | 11 | 11 | 11 | 11 | 11 | 11 | 11 | 11 | 8  | 9  | 8  | 9  | 9  | 10 | 11 |
| Majadahonda/Afar 4 | 10 | 6  | 10 | 11 | 12 | 12 | 13 | 13 | 13 | 12 | 13 | 11 | 12 | 12 | 11 | 12 | 12 | 12 | 12 | 12 | 12 | 12 | 12 | 12 | 12 | 12 | 12 | 12 | 12 | 12 |
| Guadalcacín FS     | 12 | 15 | 16 | 16 | 16 | 14 | 12 | 12 | 12 | 13 | 12 | 13 | 13 | 13 | 13 | 13 | 13 | 13 | 13 | 13 | 13 | 13 | 13 | 13 | 13 | 13 | 13 | 13 | 13 | 13 |
| VP Soto del Real   | 13 | 12 | 11 | 12 | 13 | 13 | 14 | 14 | 14 | 14 | 14 | 14 | 14 | 14 | 15 | 15 | 14 | 14 | 14 | 14 | 14 | 14 | 14 | 14 | 14 | 14 | 14 | 14 | 14 | 14 |
| Cádiz FSF          | 16 | 16 | 14 | 13 | 15 | 16 | 16 | 16 | 16 | 16 | 16 | 16 | 16 | 16 | 16 | 16 | 16 | 16 | 16 | 16 | 16 | 16 | 16 | 16 | 16 | 16 | 16 | 16 | 16 | 15 |
| Cidade As Burgas   | 14 | 14 | 13 | 14 | 14 | 15 | 15 | 15 | 15 | 15 | 15 | 15 | 15 | 15 | 14 | 14 | 15 | 15 | 15 | 15 | 15 | 15 | 15 | 15 | 15 | 15 | 15 | 15 | 15 | 16 |

## Resultados
Los horarios corresponden a la CET (Hora Central Europea) UTC+1 en horario estándar y UTC+2 en horario de verano.
| Jimbee Roldán FSF   | 1 - 1 | UCAM El Pozo Murcia FS     | 16 de septiembre | 12ː00 | Gabriel Pérez  | 600 |
| Ourense CF SAD      | 8 - 0 | Cádiz Polideportivo FSF    | 16 de septiembre | 17ː00 | Los Remedios   | 300 |
| Leganés FS          | 0 - 3 | CD Universidad de Alicante | 16 de septiembre | 18ː00 | La Fortuna     | 350 |
| Poio Pescamar FS    | 2 - 3 | CD Futsi Atlético Feminas  | 16 de septiembre | 18ː30 | A Seca         | 400 |
| CD VP Soto del Real | 1 - 3 | AE Penya Esplugues         | 16 de septiembre | 18ː30 | Mun. Soto Real | 150 |
| FSF Móstoles        | 3 - 0 | Cidade As Burgas FS        | 16 de septiembre | 18ː30 | Villafontana   | 350 |
| Burela FS           | 6 - 5 | Majadahonda FSF/Afar4      | 16 de septiembre | 18ː30 | Vista Alegre   | 200 |
| Guadalcacín FS CD   | 2 - 3 | AD Alcorcón FSF            | 16 de septiembre | 19ː00 | M. Guadalcacín | 250 |

| CD Futsi Atlético Feminas  | 3 - 4 | Jimbee Roldán FSF   | 23 de septiembre | 17ː00 | La Estación     | 200 |
| Cidade As Burgas FS        | 1 - 1 | CD VP Soto del Real | 23 de septiembre | 17ː00 | Los Remedios    | 250 |
| AE Penya Esplugues         | 1 - 1 | Poio Pescamar FS    | 23 de septiembre | 18ː00 | Les Moreras     | 150 |
| UCAM El Pozo Murcia FS     | 3 - 3 | Leganés FS          | 23 de septiembre | 18ː00 | José Mª Cagigal | 100 |
| Majadahonda FSF/Afar4      | 4 - 1 | Guadalcacín FS CD   | 23 de septiembre | 18ː00 | La Granadilla   | 100 |
| Cádiz Polideportivo FSF    | 4 - 5 | FSF Móstoles        | 23 de septiembre | 18ː15 | Mirandilla      | 200 |
| CD Universidad de Alicante | 3 - 4 | Burela FS           | 23 de septiembre | 18ː30 | Univ. Alicante  | 200 |
| AD Alcorcón FSF            | 2 - 3 | Ourense CF SAD      | 24 de septiembre | 13ː00 | Los Cantos      | 300 |

| Jimbee Roldán FSF   | 1 - 0 | AE Penya Esplugues         | 30 de septiembre | 12ː00 | Gabriel Pérez  | 600 |
| Ourense CF SAD      | 1 - 1 | FSF Móstoles               | 30 de septiembre | 17ː00 | Los Remedios   | 400 |
| Leganés FS          | 0 - 6 | CD Futsi Atlético Feminas  | 30 de septiembre | 18ː00 | La Fortuna     | 400 |
| Burela FS           | 4 - 2 | UCAM El Pozo Murcia FS     | 30 de septiembre | 18ː30 | Vista Alegre   | 250 |
| CD VP Soto del Real | 5 - 5 | Cádiz Polideportivo FSF    | 30 de septiembre | 18ː30 | Mun. Soto Real | 150 |
| Poio Pescamar FS    | 5 - 2 | Cidade As Burgas FS        | 30 de septiembre | 19ː00 | A Seca         | 300 |
| AD Alcorcón FSF     | 5 - 3 | Majadahonda FSF/Afar4      | 1 de octubre     | 13ː00 | Los Cantos     | 350 |
| Guadalcacín FS CD   | 2 - 8 | CD Universidad de Alicante | 1 de octubre     | 13ː00 | M. Guadalcacín | 250 |

| Cidade As Burgas FS        | 0 - 7 | Jimbee Roldán FSF   | 7 de octubre | 17ː00 | Los Remedios    | 400 |
| AE Penya Esplugues         | 4 - 0 | Leganés FS          | 7 de octubre | 18ː00 | Les Moreras     | 200 |
| UCAM El Pozo Murcia FS     | 3 - 2 | Guadalcacín FS CD   | 7 de octubre | 18ː00 | José Mª Cagigal | 150 |
| Cádiz Polideportivo FSF    | 3 - 7 | Poio Pescamar FS    | 7 de octubre | 18ː15 | Mirandilla      | 200 |
| FSF Móstoles               | 6 - 2 | CD VP Soto del Real | 7 de octubre | 18ː30 | Villafontana    | 650 |
| CD Futsi Atlético Feminas  | 6 - 3 | Burela FS           | 7 de octubre | 18ː30 | La Estación     | 300 |
| CD Universidad de Alicante | 3 - 3 | AD Alcorcón FSF     | 7 de octubre | 20ː00 | Ginés Alenda    | 400 |
| Majadahonda FSF/Afar4      | 1 - 3 | Ourense CF SAD      | 7 de octubre | 20ː00 | La Granadilla   | 100 |

| Ourense CF SAD        | 4 - 0 | CD VP Soto del Real        | 14 de octubre | 17ː00 | Los Remedios   | 350 |
| Leganés FS            | 2 - 1 | Cidade As Burgas FS        | 14 de octubre | 18ː00 | La Fortuna     | 250 |
| Guadalcacín FS CD     | 1 - 4 | CD Futsi Atlético Feminas  | 14 de octubre | 18ː00 | M. Guadalcacín | 210 |
| Burela FS             | 5 - 4 | AE Penya Esplugues         | 14 de octubre | 18ː30 | Vista Alegre   | 400 |
| Poio Pescamar FS      | 5 - 1 | FSF Móstoles               | 14 de octubre | 18ː30 | A Seca         | 200 |
| Majadahonda FSF/Afar4 | 1 - 4 | CD Universidad de Alicante | 14 de octubre | 20ː00 | La Granadilla  | 100 |
| Jimbee Roldán FSF     | 4 - 1 | Cádiz Polideportivo FSF    | 15 de octubre | 11ː00 | Gabriel Pérez  | 400 |
| AD Alcorcón FSF       | 5 - 0 | UCAM El Pozo Murcia FS     | 15 de octubre | 13ː00 | Los Cantos     | 200 |

| CD Futsi Atlético Feminas  | 4 - 3 | AD Alcorcón FSF       | 21 de octubre | 16ː00 | La Estación     | 500 |
| UCAM El Pozo Murcia FS     | 2 - 0 | Majadahonda FSF/Afar4 | 21 de octubre | 18ː00 | José Mª Cagigal | 200 |
| CD VP Soto del Real        | 0 - 2 | Poio Pescamar FS      | 21 de octubre | 18ː00 | Mun. Soto Real  | 150 |
| Cádiz Polideportivo FSF    | 1 - 6 | Leganés FS            | 21 de octubre | 18ː15 | Mirandilla      | 200 |
| AE Penya Esplugues         | 2 - 2 | Guadalcacín FS CD     | 21 de octubre | 18ː30 | Les Moreras     | 150 |
| CD Universidad de Alicante | 1 - 0 | Ourense CF SAD        | 21 de octubre | 18ː30 | Univ. Alicante  | 200 |
| FSF Móstoles               | 1 - 4 | Jimbee Roldán FSF     | 21 de octubre | 18ː30 | Villafontana    | 600 |
| Cidade As Burgas FS        | 3 - 4 | Burela FS             | 21 de octubre | 19ː30 | Los Remedios    | 700 |

| Jimbee Roldán FSF          | 4 - 1 | CD VP Soto del Real       | 28 de octubre | 12ː00 | Gabriel Pérez  | 500 |
| Ourense CF SAD             | 3 - 4 | Poio Pescamar FS          | 28 de octubre | 16ː30 | Los Remedios   | 400 |
| Guadalcacín FS CD          | 4 - 3 | Cidade As Burgas FS       | 28 de octubre | 18ː00 | M. Guadalcacín | 130 |
| CD Universidad de Alicante | 2 - 1 | UCAM El Pozo Murcia FS    | 28 de octubre | 18ː30 | Univ. Alicante | 250 |
| Burela FS                  | 6 - 1 | Cádiz Polideportivo FSF   | 28 de octubre | 18ː30 | Vista Alegre   | 400 |
| Majadahonda FSF/Afar4      | 1 - 5 | CD Futsi Atlético Feminas | 28 de octubre | 20ː00 | La Granadilla  | 150 |
| AD Alcorcón FSF            | 6 - 4 | AE Penya Esplugues        | 29 de octubre | 13ː00 | Los Cantos     | 100 |
| Leganés FS                 | 3 - 0 | FSF Móstoles              | 29 de octubre | 13ː30 | La Fortuna     | 450 |

| Cidade As Burgas FS       | 1 - 6 | AD Alcorcón FSF            | 4 de noviembre | 17ː00 | Los Remedios     | 450 |
| UCAM El Pozo Murcia FS    | 5 - 2 | Ourense CF SAD             | 4 de noviembre | 18ː00 | José Mª Cagigal  | 150 |
| CD VP Soto del Real       | 2 - 6 | Leganés FS                 | 4 de noviembre | 18ː00 | Mun. Soto Real   | 250 |
| AE Penya Esplugues        | 2 - 2 | Majadahonda FSF/Afar4      | 4 de noviembre | 18ː15 | Les Moreras      | 200 |
| Poio Pescamar FS          | 2 - 0 | Jimbee Roldán FSF          | 4 de noviembre | 18ː30 | A Seca           | 550 |
| CD Futsi Atlético Feminas | 4 - 0 | CD Universidad de Alicante | 5 de noviembre | 11ː30 | La Estación      | 400 |
| Cádiz Polideportivo FSF   | 1 - 3 | Guadalcacín FS CD          | 5 de noviembre | 12ː30 | Centro Histórico | 220 |
| FSF Móstoles              | 2 - 3 | Burela FS                  | 5 de noviembre | 12ː30 | Villafontana     | 650 |

| Ourense CF SAD             | 2 - 2 | Jimbee Roldán FSF         | 11 de noviembre | 17ː00 | Los Remedios    | 500 |
| Guadalcacín FS CD          | 2 - 2 | FSF Móstoles              | 11 de noviembre | 18ː00 | M. Guadalcacín  | 180 |
| UCAM El Pozo Murcia FS     | 3 - 4 | CD Futsi Atlético Feminas | 11 de noviembre | 18ː00 | José Mª Cagigal | 200 |
| Leganés FS                 | 4 - 5 | Poio Pescamar FS          | 11 de noviembre | 18ː15 | La Fortuna      | 350 |
| CD Universidad de Alicante | 4 - 1 | AE Penya Esplugues        | 11 de noviembre | 18ː30 | Univ. Alicante  | 150 |
| Burela FS                  | 8 - 1 | CD VP Soto del Real       | 11 de noviembre | 18ː30 | Vista Alegre    | 500 |
| Majadahonda FSF/Afar4      | 6 - 0 | Cidade As Burgas FS       | 11 de noviembre | 20ː00 | La Granadilla   | 150 |
| AD Alcorcón FSF            | 6 - 0 | Cádiz Polideportivo FSF   | 12 de noviembre | 13ː00 | Los Cantos      | 200 |

| Jimbee Roldán FSF         | 1 - 0 | Leganés FS                 | 18 de noviembre | 16ː00 | Gabriel Pérez  | 500 |
| AE Penya Esplugues        | 2 - 1 | UCAM El Pozo Murcia FS     | 18 de noviembre | 16ː15 | Les Moreras    | 100 |
| Poio Pescamar FS          | 2 - 2 | Burela FS                  | 18 de noviembre | 16ː30 | A Seca         | 400 |
| Cidade As Burgas FS       | 2 - 3 | CD Universidad de Alicante | 18 de noviembre | 17ː00 | Los Remedios   | 400 |
| CD VP Soto del Real       | 6 - 3 | Guadalcacín FS CD          | 18 de noviembre | 18ː00 | Mun. Soto Real | 250 |
| Cádiz Polideportivo FSF   | 3 - 5 | Majadahonda FSF/Afar4      | 18 de noviembre | 18ː15 | Mirandilla     | 150 |
| FSF Móstoles              | 0 - 0 | AD Alcorcón FSF            | 18 de noviembre | 18ː30 | Villafontana   | 650 |
| CD Futsi Atlético Feminas | 3 - 1 | Ourense CF SAD             | 19 de noviembre | 11ː30 | La Estación    | 150 |

| Burela FS                  | 4 - 0 | Jimbee Roldán FSF       | 25 de noviembre | 17ː30 | Vista Alegre    | 700 |
| UCAM El Pozo Murcia FS     | 5 - 3 | Cidade As Burgas FS     | 25 de noviembre | 18ː00 | José Mª Cagigal | 100 |
| Guadalcacín FS CD          | 4 - 1 | Poio Pescamar FS        | 25 de noviembre | 18ː00 | M. Guadalcacín  | 200 |
| CD Futsi Atlético Feminas  | 1 - 0 | AE Penya Esplugues      | 25 de noviembre | 18ː15 | La Estación     | 200 |
| CD Universidad de Alicante | 6 - 0 | Cádiz Polideportivo FSF | 25 de noviembre | 18ː30 | Univ. Alicante  | 150 |
| Majadahonda FSF/Afar4      | 1 - 5 | FSF Móstoles            | 25 de noviembre | 19ː00 | Príncipe Felipe | 150 |
| Ourense CF SAD             | 4 - 1 | Leganés FS              | 26 de noviembre | 12ː00 | Los Remedios    | 300 |
| AD Alcorcón FSF            | 9 - 3 | CD VP Soto del Real     | 26 de noviembre | 13ː00 | Los Cantos      | 200 |

| CD VP Soto del Real     | 0 - 6 | Majadahonda FSF/Afar4      | 16 de diciembre | 16:30 | Mun. Soto Real | 150 |
| Cidade As Burgas FS     | 2 - 2 | CD Futsi Atlético Feminas  | 16 de diciembre | 17ː00 | Los Remedios   | 400 |
| AE Penya Esplugues      | 1 - 2 | Ourense CF SAD             | 16 de diciembre | 18ː00 | Les Moreras    | 200 |
| Cádiz Polideportivo FSF | 3 - 3 | UCAM El Pozo Murcia FS     | 16 de diciembre | 18ː15 | Mirandilla     | 200 |
| Leganés FS              | 6 - 1 | Burela FS                  | 16 de diciembre | 18ː15 | La Fortuna     | 250 |
| FSF Móstoles            | 0 - 6 | CD Universidad de Alicante | 16 de diciembre | 18ː30 | Villafontana   | 300 |
| Poio Pescamar FS        | 0 - 1 | AD Alcorcón FSF            | 16 de diciembre | 18ː30 | A Seca         | 300 |
| Jimbee Roldán FSF       | 4 - 1 | Guadalcacín FS CD          | 17 de diciembre | 12:15 | Gabriel Pérez  | 500 |

| Majadahonda FSF/Afar4      | 2 - 2 | Poio Pescamar FS        | 22 de diciembre | 20:00 | La Granadilla   | 100 |
| Ourense CF SAD             | 4 - 5 | Burela FS               | 22 de diciembre | 21:00 | Los Remedios    | 400 |
| UCAM El Pozo Murcia FS     | 6 - 4 | FSF Móstoles            | 23 de diciembre | 12ː00 | José Mª Cagigal | 50  |
| CD Universidad de Alicante | 3 - 2 | CD VP Soto del Real     | 23 de diciembre | 13ː00 | Univ. Alicante  | 200 |
| AD Alcorcón FSF            | 2 - 4 | Jimbee Roldán FSF       | 23 de diciembre | 16:00 | Los Cantos      | 100 |
| AE Penya Esplugues         | 2 - 1 | Cidade As Burgas FS     | 23 de diciembre | 16:15 | Les Moreras     | 100 |
| CD Futsi Atlético Feminas  | 9 - 0 | Cádiz Polideportivo FSF | 23 de diciembre | 17:30 | La Estación     | 200 |
| Guadalcacín FS CD          | 0 - 4 | Leganés FS              | 23 de diciembre | 18:00 | M. Guadalcacín  | 250 |

| Burela FS               | 7 - 1 | Guadalcacín FS CD          | 13 de enero | 15:45 | Vista Alegre       | 400  |
| Cádiz Polideportivo FSF | 2 - 4 | AE Penya Esplugues         | 13 de enero | 16:30 | Mirandilla         | 150  |
| CD VP Soto del Real     | 2 - 4 | UCAM El Pozo Murcia FS     | 13 de enero | 18:00 | Manzanares el Real | 50   |
| Leganés FS              | 1 - 2 | AD Alcorcón FSF            | 13 de enero | 18:00 | La Fortuna         | 400  |
| FSF Móstoles            | 1 - 5 | CD Futsi Atlético Feminas  | 13 de enero | 18:30 | Villafontana       | 500  |
| Poio Pescamar FS        | 1 - 3 | CD Universidad de Alicante | 13 de enero | 18:30 | A Seca             | 400  |
| Ourense CF SAD          | 2 - 1 | Cidade As Burgas FS        | 14 de enero | 12:00 | Los Remedios       | 1000 |
| Jimbee Roldán FSF       | 5 - 2 | Majadahonda FSF/Afar4      | 14 de enero | 12:00 | Gabriel Pérez      | 550  |

| CD Futsi Atlético Feminas  | 6 - 0 | CD VP Soto del Real     | 18 de enero | 20:30 | La Estación     | 100  |
| AE Penya Esplugues         | 1 - 0 | FSF Móstoles            | 20 de enero | 13:15 | Les Moreras     | 150  |
| Cidade As Burgas FS        | 4 - 2 | Cádiz Polideportivo FSF | 20 de enero | 17:00 | Los Remedios    | 1000 |
| UCAM El Pozo Murcia FS     | 4 - 3 | Poio Pescamar FS        | 20 de enero | 18:00 | José Mª Cagigal | 250  |
| Guadalcacín FS CD          | 1 - 5 | Ourense CF SAD          | 20 de enero | 18:00 | M. Guadalcacín  | 250  |
| Majadahonda FSF/Afar4      | 3 - 2 | Leganés FS              | 20 de enero | 18:00 | La Granadilla   | 150  |
| CD Universidad de Alicante | 2 - 2 | Jimbee Roldán FSF       | 20 de enero | 18:30 | Univ. Alicante  | 150  |
| AD Alcorcón FSF            | 6 - 1 | Burela FS               | 21 de enero | 13:00 | Los Cantos      | 300  |

| Cidade As Burgas FS        | 2 - 3 | FSF Móstoles        | 3 de febrero | 17:00 | Los Remedios    | 400 |
| CD Futsi Atlético Feminas  | 2 - 3 | Poio Pescamar FS    | 3 de febrero | 18:00 | La Estación     | 500 |
| UCAM El Pozo Murcia FS     | 4 - 8 | Jimbee Roldán FSF   | 3 de febrero | 18:00 | José Mª Cagigal | 500 |
| Cádiz Polideportivo FSF    | 0 - 7 | Ourense CF SAD      | 3 de febrero | 18:15 | Mirandilla      | 200 |
| CD Universidad de Alicante | 3 - 0 | Leganés FS          | 3 de febrero | 18:30 | Univ. Alicante  | 150 |
| Majadahonda FSF/Afar4      | 1 - 4 | Burela FS           | 3 de febrero | 20:00 | La Granadilla   | 100 |
| AD Alcorcón FSF            | 5 - 2 | Guadalcacín FS CD   | 4 de febrero | 13:00 | Los Cantos      | 300 |
| AE Penya Esplugues         | 4 - 2 | CD VP Soto del Real | 4 de febrero | 13:15 | Les Moreras     | 100 |

| Burela FS           | 2 - 2  | CD Universidad de Alicante | 10 de febrero | 16:30 | Vista Alegre   | 500 |
| Ourense CF SAD      | 2 - 2  | AD Alcorcón FSF            | 10 de febrero | 17:00 | Los Remedios   | 800 |
| Guadalcacín FS CD   | 0 - 1  | Majadahonda FSF/Afar4      | 10 de febrero | 18:00 | M. Guadalcacín | 150 |
| CD VP Soto del Real | 8 - 1  | Cidade As Burgas FS        | 10 de febrero | 18:00 | Mun. Soto Real | 150 |
| Leganés FS          | 2 - 0  | UCAM El Pozo Murcia FS     | 10 de febrero | 18:15 | La Fortuna     | 400 |
| FSF Móstoles        | 10 - 0 | Cádiz Polideportivo FSF    | 10 de febrero | 18:30 | Villafontana   | 350 |
| Poio Pescamar FS    | 1 - 4  | AE Penya Esplugues         | 10 de febrero | 18:30 | A Seca         | 150 |
| Jimbee Roldán FSF   | 5 - 4  | CD Futsi Atlético Feminas  | 11 de febrero | 12:00 | Gabriel Pérez  | 600 |

| Cidade As Burgas FS        | 0 - 5 | Poio Pescamar FS    | 17 de febrero | 17:00 | Los Remedios    | 400 |
| UCAM El Pozo Murcia FS     | 1 - 4 | Burela FS           | 17 de febrero | 18:00 | José Mª Cagigal | 100 |
| AE Penya Esplugues         | 2 - 2 | Jimbee Roldán FSF   | 17 de febrero | 18:15 | Les Moreras     | 300 |
| Cádiz Polideportivo FSF    | 2 - 3 | CD VP Soto del Real | 17 de febrero | 18:15 | Mirandilla      | 150 |
| CD Universidad de Alicante | 5 - 1 | Guadalcacín FS CD   | 17 de febrero | 18:30 | Univ. Alicante  | 150 |
| FSF Móstoles               | 0 - 2 | Ourense CF SAD      | 17 de febrero | 18:30 | Villafontana    | 500 |
| CD Futsi Atlético Feminas  | 4 - 0 | Leganés FS          | 17 de febrero | 18:45 | La Estación     | 500 |
| Majadahonda FSF/Afar4      | 2 - 3 | AD Alcorcón FSF     | 18 de febrero | 13:00 | La Granadilla   | 100 |

| Ourense CF SAD      | 2 - 2 | Majadahonda FSF/Afar4      | 3 de marzo  | 17:00 | Los Remedios   |      |
| Guadalcacín FS CD   | 4 - 2 | UCAM El Pozo Murcia FS     | 3 de marzo  | 18:00 | M. Guadalcacín | 250  |
| Burela FS           | 3 - 3 | CD Futsi Atlético Feminas  | 3 de marzo  | 18:00 | Vista Alegre   | 1000 |
| Jimbee Roldán FSF   | 6 - 0 | Cidade As Burgas FS        | 3 de marzo  | 18:00 | Gabriel Pérez  | 600  |
| Leganés FS          | 1 - 1 | AE Penya Esplugues         | 3 de marzo  | 18:15 | La Fortuna     | 500  |
| Poio Pescamar FS    | 6 - 3 | Cádiz Polideportivo FSF    | 3 de marzo  | 18:30 | A Seca         | 350  |
| AD Alcorcón FSF     | 1 - 2 | CD Universidad de Alicante | 4 de marzo  | 13:00 | Los Cantos     | 300  |
| CD VP Soto del Real | 1 - 5 | FSF Móstoles               | 10 de abril | 21:00 | Mun. Soto Real | 100  |

| AE Penya Esplugues         | 1 - 3  | Burela FS             | 10 de marzo | 16:00 | Les Moreras     | 150 |
| Cidade As Burgas FS        | 2 - 5  | Leganés FS            | 10 de marzo | 17:00 | Los Remedios    | 500 |
| CD Futsi Atlético Feminas  | 10 - 0 | Guadalcacín FS CD     | 10 de marzo | 18:00 | La Estación     | 200 |
| CD VP Soto del Real        | 1 - 3  | Ourense CF SAD        | 10 de marzo | 18:00 | Mun. Soto Real  | 150 |
| UCAM El Pozo Murcia FS     | 0 - 0  | AD Alcorcón FSF       | 10 de marzo | 18:00 | José Mª Cagigal | 200 |
| Cádiz Polideportivo FSF    | 1 - 5  | Jimbee Roldán FSF     | 10 de marzo | 18:15 | Mirandilla      |     |
| CD Universidad de Alicante | 4 - 0  | Majadahonda FSF/Afar4 | 11 de marzo | 12:00 | Univ. Alicante  | 300 |
| FSF Móstoles               | 2 - 0  | Poio Pescamar FS      | 11 de marzo | 13:30 | Villafontana    | 400 |

| Ourense CF SAD        | 1 - 7 | CD Universidad de Alicante | 17 de marzo | 17:00 | Los Remedios   | 400 |
| Guadalcacín FS CD     | 1 - 1 | AE Penya Esplugues         | 17 de marzo | 18:00 | M. Guadalcacín | 200 |
| Jimbee Roldán FSF     | 4 - 2 | FSF Móstoles               | 17 de marzo | 18:00 | Gabriel Pérez  | 500 |
| Burela FS             | 4 - 3 | Cidade As Burgas FS        | 17 de marzo | 18:30 | Vista Alegre   | 500 |
| Poio Pescamar FS      | 4 - 1 | CD VP Soto del Real        | 17 de marzo | 18:30 | A Seca         | 450 |
| Leganés FS            | 4 - 1 | Cádiz Polideportivo FSF    | 18 de marzo | 12:30 | La Fortuna     | 250 |
| AD Alcorcón FSF       | 1 - 3 | CD Futsi Atlético Feminas  | 18 de marzo | 13:00 | Los Cantos     | 400 |
| Majadahonda FSF/Afar4 | 2 - 4 | UCAM El Pozo Murcia FS     | 18 de marzo | 13:00 | La Granadilla  | 100 |

| CD Futsi Atlético Feminas | 4 - 0  | Majadahonda FSF/Afar4      | 22 de marzo | 20:30 | La Estación     | 300 |
| AE Penya Esplugues        | 0 - 1  | AD Alcorcón FSF            | 24 de marzo | 16:00 | Les Moreras     | 300 |
| Cidade As Burgas FS       | 2 - 3  | Guadalcacín FS CD          | 24 de marzo | 17:00 | Los Remedios    | 450 |
| CD VP Soto del Real       | 1 - 3  | Jimbee Roldán FSF          | 24 de marzo | 17:15 | Mun. Soto Real  | 200 |
| UCAM El Pozo Murcia FS    | 2 - 3  | CD Universidad de Alicante | 24 de marzo | 18:00 | José Mª Cagigal | 200 |
| Cádiz Polideportivo FSF   | 0 - 11 | Burela FS                  | 24 de marzo | 18:15 | Mirandilla      | 100 |
| FSF Móstoles              | 4 - 1  | Leganés FS                 | 24 de marzo | 18:30 | Villafontana    | 700 |
| Poio Pescamar FS          | 1 - 2  | Ourense CF SAD             | 25 de marzo | 12:00 | A Seca          | 500 |

| Ourense CF SAD             | 2 - 1  | UCAM El Pozo Murcia FS    | 7 de abril | 17:00 | Los Remedios   | 200 |
| Jimbee Roldán FSF          | 4 - 1  | Poio Pescamar FS          | 7 de abril | 18:00 | Gabriel Pérez  | 600 |
| Leganés FS                 | 3 - 2  | CD VP Soto del Real       | 7 de abril | 18:15 | La Fortuna     | 400 |
| Burela FS                  | 3 - 0  | FSF Móstoles              | 7 de abril | 18:30 | Vista Alegre   | 700 |
| Guadalcacín FS CD          | 5 - 2  | Cádiz Polideportivo FSF   | 7 de abril | 19:00 | M. Guadalcacín | 250 |
| Majadahonda FSF/Afar4      | 0 - 2  | AE Penya Esplugues        | 7 de abril | 20:00 | La Granadilla  | 100 |
| CD Universidad de Alicante | 0 - 1  | CD Futsi Atlético Feminas | 8 de abril | 11:30 | Univ. Alicante | 350 |
| AD Alcorcón FSF            | 11 - 2 | Cidade As Burgas FS       | 8 de abril | 13:00 | Los Cantos     | 150 |

| AE Penya Esplugues        | 1 - 3 | CD Universidad de Alicante | 14 de abril | 16:00 | Les Moreras    | 150 |
| CD VP Soto del Real       | 2 - 3 | Burela FS                  | 14 de abril | 18:00 | Mun. Soto Real | 150 |
| Jimbee Roldán FSF         | 0 - 3 | Ourense CF SAD             | 14 de abril | 18:00 | Gabriel Pérez  | 600 |
| Cádiz Polideportivo FSF   | 3 - 4 | AD Alcorcón FSF            | 14 de abril | 18:15 | Mirandilla     | 200 |
| CD Futsi Atlético Feminas | 5 - 1 | UCAM El Pozo Murcia FS     | 14 de abril | 18:30 | La Estación    | 300 |
| FSF Móstoles              | 8 - 1 | Guadalcacín FS CD          | 14 de abril | 18:30 | Villafontana   | 450 |
| Poio Pescamar FS          | 5 - 3 | Leganés FS                 | 14 de abril | 18:30 | A Seca         | 500 |
| Cidade As Burgas FS       | 2 - 7 | Majadahonda FSF/Afar4      | 15 de abril | 12:00 | Los Remedios   | 300 |

| Leganés FS                 | 2 - 6  | Jimbee Roldán FSF         | 21 de abril | 18:00 | La Fortuna      | 400 |
| UCAM El Pozo Murcia FS     | 1 - 4  | AE Penya Esplugues        | 21 de abril | 18:00 | José Mª Cagigal | 150 |
| CD Universidad de Alicante | 10 - 0 | Cidade As Burgas FS       | 21 de abril | 18:30 | Univ. Alicante  | 200 |
| Guadalcacín FS CD          | 3 - 2  | CD VP Soto del Real       | 21 de abril | 18:30 | M. Guadalcacín  | 250 |
| AD Alcorcón FSF            | 4 - 0  | FSF Móstoles              | 21 de abril | 19:00 | Los Cantos      | 200 |
| Majadahonda FSF/Afar4      | 4 - 1  | Cádiz Polideportivo FSF   | 21 de abril | 20:00 | La Granadilla   | 100 |
| Burela FS                  | 7 - 1  | Poio Pescamar FS          | 21 de abril | 20.30 | Vista Alegre    | 700 |
| Ourense CF SAD             | 1 - 1  | CD Futsi Atlético Feminas | 22 de abril | 12:00 | Los Remedios    | 500 |

| AE Penya Esplugues      | 1 - 2 | CD Futsi Atlético Feminas  | 28 de abril | 16:00 | Les Moreras    | 200 |
| Cidade As Burgas FS     | 5 - 6 | UCAM El Pozo Murcia FS     | 28 de abril | 17:00 | Los Remedios   | 500 |
| CD VP Soto del Real     | 3 - 2 | AD Alcorcón FSF            | 28 de abril | 17:00 | Mun. Soto Real | 300 |
| Jimbee Roldán FSF       | 4 - 1 | Burela FS                  | 28 de abril | 18:00 | Gabriel Pérez  | 600 |
| Cádiz Polideportivo FSF | 0 - 2 | CD Universidad de Alicante | 28 de abril | 18:15 | Mirandilla     | 100 |
| Leganés FS              | 0 - 2 | Ourense CF SAD             | 28 de abril | 18:15 | La Fortuna     | 200 |
| FSF Móstoles            | 6 - 3 | Majadahonda FSF/Afar4      | 28 de abril | 18:30 | Villafontana   | 400 |
| Poio Pescamar FS        | 4 - 2 | Guadalcacín FS CD          | 28 de abril | 18:30 | A Seca         | 150 |

| Ourense CF SAD             | 2 - 3  | AE Penya Esplugues      | 12 de mayo | 16:30 | Los Remedios    | 200 |
| UCAM El Pozo Murcia FS     | 4 - 0  | Cádiz Polideportivo FSF | 12 de mayo | 18:00 | José Mª Cagigal | 100 |
| CD Universidad de Alicante | 4 - 1  | FSF Móstoles            | 12 de mayo | 18:30 | Univ. Alicante  | 150 |
| Burela FS                  | 8 - 3  | Leganés FS              | 12 de mayo | 18:30 | Vista Alegre    | 500 |
| CD Futsi Atlético Feminas  | 7 - 0  | Cidade As Burgas FS     | 12 de mayo | 19:00 | La Estación     | 300 |
| Guadalcacín FS CD          | 1 - 11 | Jimbee Roldán FSF       | 12 de mayo | 19:00 | M. Guadalcacín  | 150 |
| AD Alcorcón FSF            | 5 - 3  | Poio Pescamar FS        | 12 de mayo | 19:00 | Los Cantos      | 300 |
| Majadahonda FSF/Afar4      | 2 - 3  | CD VP Soto del Real     | 12 de mayo | 20:00 | La Granadilla   | 100 |

| Jimbee Roldán FSF       | 4 - 2  | AD Alcorcón FSF            | 19 de mayo | 16:00 | Gabriel Pérez  | 500 |
| Cidade As Burgas FS     | 1 - 4  | AE Penya Esplugues         | 19 de mayo | 17:00 | Los Remedios   | 250 |
| CD VP Soto del Real     | 0 - 5  | CD Universidad de Alicante | 19 de mayo | 18:00 | Mun. Soto Real | 200 |
| Cádiz Polideportivo FSF | 1 - 11 | CD Futsi Atlético Feminas  | 19 de mayo | 18:15 | Mirandilla     | 100 |
| FSF Móstoles            | 3 - 3  | UCAM El Pozo Murcia FS     | 19 de mayo | 18:30 | Villafontana   | 350 |
| Poio Pescamar FS        | 9 - 3  | Majadahonda FSF/Afar4      | 19 de mayo | 18:30 | A Seca         | 300 |
| Burela FS               | 3 - 2  | Ourense CF SAD             | 19 de mayo | 18:30 | Vista Alegre   | 500 |
| Leganés FS              | 6 - 0  | Guadalcacín FS CD          | 20 de mayo | 12:30 | La Fortuna     | 400 |

| Cidade As Burgas FS        | 0 - 2 | Ourense CF SAD          | 26 de mayo | 17:00 | Los Remedios    | 500 |
| UCAM El Pozo Murcia FS     | 3 - 1 | CD VP Soto del Real     | 26 de mayo | 18:00 | José Mª Cagigal | 150 |
| CD Futsi Atlético Feminas  | 1 - 1 | FSF Móstoles            | 26 de mayo | 18:00 | La Estación     | 500 |
| CD Universidad de Alicante | 3 - 3 | Poio Pescamar FS        | 26 de mayo | 18:00 | Univ. Alicante  | 150 |
| AE Penya Esplugues         | 5 - 0 | Cádiz Polideportivo FSF | 26 de mayo | 18:00 | Les Moreras     | 100 |
| AD Alcorcón FSF            | 5 - 1 | Leganés FS              | 26 de mayo | 18:00 | Los Cantos      | 300 |
| Majadahonda FSF/Afar4      | 2 - 7 | Jimbee Roldán FSF       | 26 de mayo | 18:00 | La Granadilla   | 100 |
| Guadalcacín FS CD          | 3 - 6 | Burela FS               | 26 de mayo | 18:00 | M. Guadalcacín  | 150 |

| Ourense CF SAD          | 4 - 1 | Guadalcacín FS CD          | 2 de junio | 17:00 | Los Remedios   | 300 |
| Burela FS               | 2 - 1 | AD Alcorcón FSF            | 2 de junio | 18:00 | Vista Alegre   | 500 |
| CD VP Soto del Real     | 2 - 4 | CD Futsi Atlético Feminas  | 2 de junio | 18:00 | Mun. Soto Real | 300 |
| Jimbee Roldán FSF(C)    | 4 - 2 | CD Universidad de Alicante | 2 de junio | 18:00 | Gabriel Pérez  | 600 |
| FSF Móstoles            | 0 - 3 | AE Penya Esplugues         | 2 de junio | 18:00 | Villafontana   | 150 |
| Poio Pescamar FS        | 3 - 2 | UCAM El Pozo Murcia FS     | 2 de junio | 18:00 | A Seca         | 600 |
| Cádiz Polideportivo FSF | 6 - 3 | Cidade As Burgas FS        | 2 de junio | 18:15 | Mirandilla     | 150 |
| Leganés FS              | 2 - 1 | Majadahonda FSF/Afar4      | 3 de junio | 12:30 | La Fortuna     | 400 |

## Estadísticas

### Goleadoras
| Puesto                                                  | Jugadora         | Equipo                    | Goles |
| ------------------------------------------------------- | ---------------- | ------------------------- | ----- |
| 1                                                       | Vane Sotelo      | AD Alcorcón FSF           | 36    |
| 2                                                       | Cilene           | Burela FS                 | 28    |
| 3                                                       | Andrea Feijoo    | Majadahonda FSF/Afar 4    | 25    |
| 4                                                       | Mayte Mateo      | Jimbee Roldán FSF         | 24    |
| 5                                                       | Cristina Pérez   | UCAM El Pozo Murcia FS    | 22    |
| 6                                                       | Stone            | CD VP Soto del Real       | 21    |
| 6                                                       | Lara Balseiro    | Burela FS                 | 21    |
| 6                                                       | Lorena Bocanegra | Guadalcacín FS CD         | 21    |
| 9                                                       | Consuelo Campoy  | Jimbee Roldán FSF         | 20    |
| 9                                                       | Leti             | CD Futsi Atlético Feminas | 20    |
| 9                                                       | Iria Saeta       | Poio Pescamar FS          | 20    |
| Última actualización: 3 de junio de 2018. Fuente: ACFSF |                  |                           |       |

### Amonestaciones por equipo
| 1                                                   | CD Universidad de Alicante | 19 | 0 |
| 2                                                   | UCAM El Pozo Murcia FS     | 30 | 0 |
| 3                                                   | FSF Móstoles               | 31 | 0 |
| 4                                                   | CD VP Soto del Real        | 33 | 0 |
| 5                                                   | Jimbee Roldán FSF          | 33 | 1 |
| 6                                                   | AD Alcorcón FSF            | 31 | 2 |
| 7                                                   | AE Penya Esplugues         | 36 | 0 |
| 8                                                   | Poio Pescamar FS           | 38 | 0 |
| 8                                                   | CD Futsi Atlético Feminas  | 38 | 0 |
| 8                                                   | Leganés FS                 | 38 | 0 |
| 11                                                  | Guadalcacín FS CD          | 40 | 1 |
| 12                                                  | Burela FS                  | 44 | 1 |
| 13                                                  | Ourense CF SAD             | 42 | 2 |
| 14                                                  | Majadahonda FSF/Afar 4     | 45 | 1 |
| 15                                                  | Cádiz Polideportivo FSF    | 38 | 6 |
| 16                                                  | Cidade de As Burgas FS     | 46 | 4 |
| Última actualización: 3 de junio 2018 Fuente: ACFSF |                            |    |   |

### Rachas
- Mayor racha ganadora: CD Futsi Atlético Feminas; 9 jornadas (jornada 3 a 11)
- Mayor racha invicta: CD Universidad de Alicante; 14 jornadas (jornada 9 a 22)
- Mayor racha marcando: Burela FS y CD Futsi Atlético Feminas; 28 jornadas  (jornada 1 a 28)
- Mayor racha empatando: 4 equipos; 2 jornadas
- Mayor racha imbatida: 6 equipos; 2 jornadas
- Mayor racha perdiendo: Cádiz Polideportivo FSF; 17 jornadas (jornada 13 a 29)
- Mayor racha sin ganar: Cádiz Polideportivo FSF; 29 jornadas  (jornada 1 a 29)
- Mayor racha sin marcar: 5 equipos; 2 jornadas
- Mayor goleada en casa:

FSF Móstoles 10 - 0 Cádiz Polideportivo FSF (10 de febrero)
CD Futsi Atlético Feminas 10 - 0 Guadalcacín FS CD (10 de marzo)
CD Universidad de Alicante 10 - 0 Cidade As Burgas FS (21 de abril)
- Mayor goleada a domicilio:

Cádiz Polideportivo FSF 0 - 11 Burela FS (24 de marzo)
- Partido con más goles:

AD Alcorcón FSF 9 - 3 CD VP Soto Del Real (26 de noviembre)
UCAM El Pozo Murcia FS 4 - 8 Jimbee Roldán FSF (3 de febrero)
Cádiz Polideportivo FSF 1 - 11 CD Futsi Atlético Feminas (19 de mayo)

### Asistencia en los estadios
| Pos                                      | Equipo                     | Pabellón                | Total  | Más alta | Más baja | Media |
| ---------------------------------------- | -------------------------- | ----------------------- | ------ | -------- | -------- | ----- |
| 1                                        | Jimbee Roldán FSF          | Gabriel Pérez           | 8 250  | 600      | 400      | 550   |
| 2                                        | Burela FS                  | Vista Alegre            | 7 750  | 1 000    | 200      | 517   |
| 3                                        | FSF Móstoles               | Villafontana            | 7 000  | 700      | 150      | 467   |
| 4                                        | Cidade de As Burgas FS     | Los Remedios            | 6 900  | 1 000    | 250      | 460   |
| 5                                        | Ourense CF SAD             | Los Remedios            | 6 050  | 1 000    | 200      | 432   |
| 6                                        | Poio Pescamar FS           | A Seca                  | 5 550  | 600      | 150      | 370   |
| 7                                        | Leganés FS                 | La Fortuna              | 5 400  | 500      | 200      | 360   |
| 8                                        | CD Futsi Atlético Feminas  | La Estación             | 4 650  | 500      | 100      | 310   |
| 9                                        | AD Alcorcón FSF            | Los Cantos              | 3 700  | 400      | 100      | 247   |
| 10                                       | CD Universidad de Alicante | Universidad de Alicante | 3 150  | 400      | 150      | 210   |
| 11                                       | Guadalcacín FS CD          | M. Guadalcacín          | 3 120  | 250      | 130      | 208   |
| 12                                       | CD VP Soto del Real        | Mun. Soto Real          | 2 700  | 300      | 50       | 180   |
| 13                                       | UCAM El Pozo Murcia FS     | José María Cagigal      | 2 600  | 500      | 50       | 173   |
| 14                                       | AE Penya Esplugues         | Les Moreras             | 2 550  | 300      | 100      | 170   |
| 15                                       | Cádiz Polideportivo FSF    | Mirandilla              | 2 320  | 220      | 100      | 166   |
| 16                                       | Majadahonda FSF/Afar 4     | La Granadilla           | 1 700  | 150      | 100      | 113   |
|                                          | Total                      | Total                   | 73 390 | 1 000    | 50       | 306   |
| Última actualización: 3 de junio de 2018 |                            |                         |        |          |          |       |

### Otros datos estadísticos
En el cuadro se detalla el resumen de goles, espectadores, amarillas y expulsiones por jornada y totales.
| Datos estadísticos por jornada | Datos estadísticos por jornada | Datos estadísticos por jornada | Datos estadísticos por jornada | Datos estadísticos por jornada |
| --- | ------------------------------ | ------------------------------ | ------------------------------ | ------------------------------ |
| \| Jornada \| Goles · \| Amarillas · \| Expulsiones · \| Espectadores \| \| Jornada 1 \| 41 \| 17 \| 0 \| 2.600 \| \| Jornada 2 \| 43 \| 26 \| 0 \| 1.500 \| \| Jornada 3 \| 50 \| 17 \| 1 \| 2.700 \| \| Jornada 4 \| 53 \| 22 \| 1 \| 2.400 \| \| Jornada 5 \| 42 \| 22 \| 0 \| 2.110 \| \| Jornada 6 \| 35 \| 24 \| 2 \| 2.700 \| \| Jornada 7 \| 48 \| 25 \| 0 \| 2.380 \| \| Jornada 8 \| 41 \| 20 \| 0 \| 2.870 \| \| Jornada 9 \| 50 \| 24 \| 0 \| 2.230 \| \| Jornada 10 \| 34 \| 25 \| 0 \| 2.600 \| \| Jornada 11 \| 47 \| 21 \| 0 \| 2.000 \| \| Jornada 12 \| 38 \| 16 \| 2 \| 2.300 \| \| Jornada 13 \| 50 \| 21 \| 0 \| 1.400 \| \| Jornada 14 \| 43 \| 23 \| 1 \| 3.450 \| \| Jornada 15 \| 42 \| 18 \| 0 \| 2.350 \| \| Jornada 16 \| 50 \| 13 \| 0 \| 2.250 \| \| Jornada 17 \| 44 \| 20 \| 0 \| 3.100 \| \| Jornada 18 \| 36 \| 14 \| 0 \| 2.200 \| \| Jornada 19 \| 42 \| 13 \| 0 \| 3.100 \| \| Jornada 20 \| 37 \| 16 \| 0 \| 1.900 \| \| Jornada 21 \| 43 \| 18 \| 2 \| 2.800 \| \| Jornada 22 \| 38 \| 12 \| 1 \| 2.750 \| \| Jornada 23 \| 39 \| 24 \| 1 \| 2.750 \| \| Jornada 24 \| 51 \| 19 \| 1 \| 2.650 \| \| Jornada 25 \| 47 \| 17 \| 4 \| 2.500 \| \| Jornada 26 \| 43 \| 21 \| 1 \| 2.450 \| \| Jornada 27 \| 57 \| 11 \| 0 \| 1.800 \| \| Jornada 28 \| 57 \| 16 \| 0 \| 2.600 \| \| Jornada 29 \| 43 \| 30 \| 0 \| 1.950 \| \| Jornada 30 \| 40 \| 17 \| 1 \| 3.000 \| \| TOTALES \| 1.324 \| 582 \| 18 \| 73.390 \| \| Media (por jornada) \| 44,1 \| 19,4 \| 0,6 \| 2.446 \| \| ------------------- \| ------- \| ----------- \| ------------- \| ------------ \| · Las amarillas contabilizan el total, en caso de doble amarilla se apuntarán dos amarillas y ninguna expulsión. Actualizado el 3 de junio de 2018 |                                |                                |                                |                                |
| Jornada | Goles ·                        | Amarillas ·                    | Expulsiones ·                  | Espectadores                   |
| Jornada 1 | 41                             | 17                             | 0                              | 2.600                          |
| Jornada 2 | 43                             | 26                             | 0                              | 1.500                          |
| Jornada 3 | 50                             | 17                             | 1                              | 2.700                          |
| Jornada 4 | 53                             | 22                             | 1                              | 2.400                          |
| Jornada 5 | 42                             | 22                             | 0                              | 2.110                          |
| Jornada 6 | 35                             | 24                             | 2                              | 2.700                          |
| Jornada 7 | 48                             | 25                             | 0                              | 2.380                          |
| Jornada 8 | 41                             | 20                             | 0                              | 2.870                          |
| Jornada 9 | 50                             | 24                             | 0                              | 2.230                          |
| Jornada 10 | 34                             | 25                             | 0                              | 2.600                          |
| Jornada 11 | 47                             | 21                             | 0                              | 2.000                          |
| Jornada 12 | 38                             | 16                             | 2                              | 2.300                          |
| Jornada 13 | 50                             | 21                             | 0                              | 1.400                          |
| Jornada 14 | 43                             | 23                             | 1                              | 3.450                          |
| Jornada 15 | 42                             | 18                             | 0                              | 2.350                          |
| Jornada 16 | 50                             | 13                             | 0                              | 2.250                          |
| Jornada 17 | 44                             | 20                             | 0                              | 3.100                          |
| Jornada 18 | 36                             | 14                             | 0                              | 2.200                          |
| Jornada 19 | 42                             | 13                             | 0                              | 3.100                          |
| Jornada 20 | 37                             | 16                             | 0                              | 1.900                          |
| Jornada 21 | 43                             | 18                             | 2                              | 2.800                          |
| Jornada 22 | 38                             | 12                             | 1                              | 2.750                          |
| Jornada 23 | 39                             | 24                             | 1                              | 2.750                          |
| Jornada 24 | 51                             | 19                             | 1                              | 2.650                          |
| Jornada 25 | 47                             | 17                             | 4                              | 2.500                          |
| Jornada 26 | 43                             | 21                             | 1                              | 2.450                          |
| Jornada 27 | 57                             | 11                             | 0                              | 1.800                          |
| Jornada 28 | 57                             | 16                             | 0                              | 2.600                          |
| Jornada 29 | 43                             | 30                             | 0                              | 1.950                          |
| Jornada 30 | 40                             | 17                             | 1                              | 3.000                          |
| TOTALES | 1.324                          | 582                            | 18                             | 73.390                         |
| Media (por jornada) | 44,1                           | 19,4                           | 0,6                            | 2.446                          |